# 리셴
리시엔(중국어 간체자: 李现, 정체자: 李現, 병음: Lǐ Xiàn, 한자음: 이현, 영어: Xian Li, 1991년 10월 19일~)는 중화인민공화국의 배우이다. 소속사는 일심오락(壹心娱乐)(Easy Entertainment). 1991년 10월 19일 후베이(湖北)성 함녕(咸宁)시에서 태어나 후베이(湖北)성 징저우(荆州)시에서 성장했으며, 2010년에 북경전영학원(北京电影学院) 연극영화과에 입학했다.

## 내력
2011년, 영화 《만전천심(万箭穿心)》으로 데뷔했다.
그리고 2019년 7월, 드라마<친애적,열애적>(《亲爱的热爱的》)으로 많은 사람들에게 사랑을 받게 되고 2019년 11월, 제26회 화정상 중국 100대 드라마 만족도 조사 시상식에서 중국 100대 드라마 신인배우 후보에 올랐다.
이듬해인 2020년 8월 27일에 포브스 중국 유명인 19위에 올랐으며 그 후, 12월 20일에 열린 텐센트 영상성광대상에서 '올해의 연예인' 으로 선정되었다.

## 출연

### 드라마
| 년도 | 한글 제목          | 중국어 제목        | 역할                                   | 기제사항  |
| ---- | ------------------ | ------------------ | -------------------------------------- | --------- |
| 2014 | 기묘세기           | 奇妙世纪           | 아량(阿亮)                             |           |
| 2016 | 수재아상포적형제   | 睡在我上铺的兄弟   | 사훈(谢训)                             |           |
| 2016 | 편편냉소초가인     | 翩翩冷少俏佳人     | 정자휘(丁子辉)                         | [ 1 ]     |
| 2016 | 법의진명           | 法医秦明           | 임도(林涛)                             |           |
| 2017 | 하지미지           | 夏至未至           | 리샤(여주) 남자친구(立夏男友)          | 까메오    |
| 2017 | 하신               | 河神               | 곽득우(郭得友)                         |           |
| 2018 | 남방유교목         | 南方有乔木         | 상검웅(常剑雄)                         | [ 3 ]     |
| 2018 | 상해여자도감       | 上海女子图鉴       | 진효위(陈晓伟)                         | 특별 출연 |
| 2019 | 친애적, 열애적     | 亲爱的，热爱的     | 한상옌(韩商言)                         |           |
| 2019 | 검왕조             | 剑王朝             | 정저(丁宁)                             |           |
| 2021 | 아적시대, 니적시대 | 我的时代，你的时代 | 한상옌(韩商言)                         |           |
| 2021 | 잉하적11개         | 剩下的11个         | 진진우(陈震宇), 범강(范强), 요일(耀一) | 1인 3역   |
| 2023 | 거유풍적지방       | 去有风的地方       | 사지요(谢之遥)                         |           |
| 2024 | 군성섬요시         | 群星闪耀时         | 향원생/화정(向远生/华桢)               |           |
| 2024 | 춘색기정인         | 春色寄情人         | 진맥동(陈麦冬)                         |           |
| 2025 | 국색방화           | 国色芳华           | 장장양(蒋长扬)                         |           |
| 2025 | 인생약여초견       | 人生若如初见       | 량향(良乡), 유부고(俞不顾)             |           |

### 영화
| 년도     | 한글 제목               | 중국어 제목      | 역할                                     | 기제사항                   |
| -------- | ----------------------- | ---------------- | ---------------------------------------- | -------------------------- |
| 2012     | 만전천심                | 万箭穿心         | 마소보(马小宝)                           |                            |
| 2013     | 초련미만                | 初恋未满         | 대위(大伟)                               |                            |
| 2016     | 수재아상포적형제        | 睡在我上铺的兄弟 | 사훈(谢训)                               |                            |
| 2016     | 미미일소흔경성          | 微微一笑很倾城   | 우반산(우공) (于半珊(愚公))              | [ 5 ]                      |
| 2017     | 완명시애                | 玩命试爱         | 방지빈(方志彬)                           | [ 6 ]                      |
| 2017     | 건군대업                | 建军大业         | 라송환(罗荣桓)                           | [ 7 ]                      |
| 2018     | 기파송송                | 奇葩朵朵         | 허자총(许子聪)                           | [ 8 ]                      |
| 2019     | 중국궤장                | 中国机长         | 서남공관국 관제센터 구역 관제센터 관제사 | [ 9 ]                      |
| 2020     | 저체지미(잃어버린 시간) | 抵达之谜         | 소룡(小龙)                               | 2018 부산국제영화제 상영작 |
| 2020     | 탈관                    | 夺冠             | 왕간사(王干事)                           |                            |
| 2020     | 적호서생                | 赤狐书生         | 백십삼(白十三)                           |                            |
| 2020     | 연곡 1980               | 恋曲1980         | 량정문(梁正文)                           |                            |
| 2021     | 고동국중국              | 古董局中局       | 약부연(药不然)                           |                            |
| 2023     | 고근아일점              | 靠近我一点       | 우가풍(于可风)                           | 특별출연                   |
| 상영예정 | 삼개자                  | 三个字           | 아봉(阿峰)                               |                            |
| 상영예정 | 중국형경                | 中国刑警         |                                          |                            |
| 상영예정 | 장완롱                  | 酱园弄           | 장보복(张保福)                           |                            |

### 단편 영화
- 《12년》 (12年, 2013) - 임효봉(林晓峰) 역
- 《표백》 (表白, 2013) - 주인공 역 (배역이름 없음)
- 《성제예물》 (星际礼物, 2016) - 왕기(王骐) 역

### MV
- 《초련미만》 (初恋未满, 2013) - 장함운, 조헌빈(张含韵, 曹轩宾)
- 《아시강소백2016》 (我是江小白2016, 2015) - 장효(张嚣)
- 《훈장》(勋章, 2014) - 루한(鹿晗)